# Општина Мркоњић Град
Општина Мркоњић Град је општина у Републици Српској, БиХ. Сједиште општине је насељено мјесто Мркоњић Град. По попису становништва 2013. у Босни и Херцеговини, а према коначним подацима за Републику Српску које је издао Републички завод за статистику, у општини Мркоњић Град је живјело 15.926 лица.

## Географија
Граничи се са: градом Бања Лука на сјеверу, општином Кнежево на сјевероистоку, општинама Јајце и Језеро на истоку, општином Шипово на југоистоку, општином Гламоч на југу и општином Рибник на западу.

## Насељена мјеста
Подручје општине Мркоњић Град чине сљедећа насељена мјеста:
Баљвине, Бјелајце, Брдо, Власиње*, Герзово, Горња Пецка, Горња Подгорја, Горњи Бараћи, Горњи Граци, Густовара, Дабрац, Доња Пецка, Доња Подгорја, Доњи Бараћи, Доњи Граци, Дубица, Јасенови Потоци, Копљевићи, Котор, Лисковица, Магаљдол, Мајдан, Медна, Млиниште, Мркоњић Град, Оканџије, Ораховљани, Оћуне, Подбрдо, Подоругла, Подрашница, Ступари, Сурјан, Тријебово, Трново, Убовића Брдо, Шеховци и Шибови.
Мјесне заједнице на подручју општине су: Баљвине, Бараћи, Бјелајце, Граци, Мајдан, Медна, Оћуне, Подбрдо, Подрашница и Шеховци.

## Политичко уређење

### Општинска администрација
Начелник општине представља и заступа општину и врши извршну функцију у Мркоњић Граду. Избор начелника се врши у складу са изборним Законом Републике Српске и изборним Законом БиХ. Општинску администрацију, поред начелника, чини и скупштина општине. Институционални центар општине Мркоњић Град је насеље Мркоњић Град, гдје су смјештени сви општински органи.
Начелник општине Мркоњић Град је Драган Вођевић испред Савеза независних социјалдемократа, који је на ту функцију ступио након локалних избора у Босни и Херцеговини 2020. године. Састав скупштине општине Мркоњић Град је приказан у табели.

## Становништво
По службеном попису из 1991. године, општина Мркоњић Град је имала 27.395 становника, распоређених у 38 насељених мјеста.

### Национални састав
| Националност       | 1991.           | 1981.           | 1971.           |
| Срби               | 21.057 (76,86%) | 23.364 (78,70%) | 24.990 (82,86%) |
| Муслимани          | 3.272 (11,94%)  | 3.009 (10,13%)  | 2.734 (9,06%)   |
| Хрвати             | 2.139 (7,80%)   | 2.290 (7,71%)   | 2.204 (7,30%)   |
| Југословени        | 593 (2,16%)     | 855 (2,88%)     | 98 (0,32%)      |
| остали и непознато | 334 (1,21%)     | 166 (0,55%)     | 133 (0,44%)     |
| Укупно             | 27.395          | 29.684          | 30.159          |

### Национални састав 1991. у данашњим општинским границама и Попис 2013.
У данашњим границама, а према попису 1991. године, општина Мркоњић Град је бројала 26.262 становника, односно становништво је умањено за насељено мјесто Власиње, чији је насељени дио у потпуности припао ФБиХ, односно општини Јајце, док је у општини Мркоњић Град остао мањи, ненасељени дио Власиња.
По попису становништва 2013. у Босни и Херцеговини, а према коначним подацима за Републику Српску које је издао Републички завод за статистику, у општини Мркоњић Град је живјело 15.926 лица.
| Националност       | 2013.           | 1991.           |
| Срби               | 15.340 (96.32%) | 21.056 (80.18%) |
| Муслимани          | 354 (2.22%)     | 2.297 (8.74%)   |
| Хрвати             | 148 (0.93%)     | 1.990 (7.58%)   |
| Југословени        |                 | 591 (2.25%)     |
| остали и непознато | 84 (0.53%)      | 328 (1.25%)     |
| Укупно             | 15.926          | 26.262          |

Приказ кретања броја становника по насељеним мјестима између два пописа. Резултати по насељима за 2013. годину су коначни подаци за Републику Српску које је издао Републички завод за статистику.
|    | Насеље          | 1991 г. | 2013 г. |
| -- | --------------- | ------- | ------- |
| 1  | Баљвине         | 1.140   | 333     |
| 2  | Бјелајце        | 980     | 693     |
| 3  | Брдо            | 587     | 548     |
| 4  | Власиње         | 1.133   | 0       |
| 5  | Герзово         | 679     | 256     |
| 6  | Горња Пецка     | 369     | 118     |
| 7  | Горња Подгорја  | 106     | 45      |
| 8  | Горњи Бараћи    | 316     | 89      |
| 9  | Горњи Граци     | 926     | 556     |
| 10 | Густовара       | 428     | 208     |
| 11 | Дабрац          | 175     | 68      |
| 12 | Доња Пецка      | 108     | 21      |
| 13 | Доња Подгорја   | 64      | 12      |
| 14 | Доњи Бараћи     | 524     | 287     |
| 15 | Доњи Граци      | 358     | 206     |
| 16 | Дубица          | 132     | 49      |
| 17 | Јасенови Потоци | 284     | 96      |
| 18 | Копљевићи       | 489     | 296     |
| 19 | Котор           | 443     | 311     |
| 20 | Лисковица       | 1.067   | 24      |
| 21 | Магаљдол        | 381     | 93      |
| 22 | Мајдан          | 946     | 408     |
| 23 | Медна           | 791     | 221     |
| 24 | Млиниште        | 19      | 6       |
| 25 | Мркоњић Град    | 8.422   | 7.017   |
| 26 | Оканџије        | 143     | 48      |
| 27 | Ораховљани      | 463     | 263     |
| 28 | Оћуне           | 447     | 215     |
| 29 | Подбрдо         | 991     | 731     |
| 30 | Подоругла       | 849     | 921     |
| 31 | Подрашница      | 1.096   | 733     |
| 32 | Ступари         | 435     | 288     |
| 33 | Сурјан          | 524     | 188     |
| 34 | Тријебово       | 509     | 211     |
| 35 | Трново          | 189     | 27      |
| 36 | Убовића Брдо    | 213     | 81      |
| 37 | Шеховци         | 642     | 251     |
| 38 | Шибови          | 27      | 8       |

## Демографска историја Мркоњић Града
Према најстаријим сачуваним записима, данашње подручје општине Мркоњић Град су првобитно насељавали становници Варцарева и Мајдана, (католичке и муслиманске вјере). Међутим у 17. и 18. вијеку, времену великих сеоба на западном Балкану, структура становништва се знатно мијења. Досељава се католички живаљ из западне Босне, Далматинске Загоре, и православно становништво из Лике, источне Херцеговине, Црне Горе и гламочког и граховског подручја.
| Становништво општине Мркоњић Град |        |        |        |        |        |        |        |
| Националност                      | 1991.  | 1981.  | 1971.  | 1961.  | 1948.  | 1931.  | 1910.  |
| Срби                              | 21.057 | 23.364 | 24.990 | 26.704 | 25.308 | 21.991 | 15.599 |
| Муслимани                         | 3.272  | 3.009  | 2.734  | 288    | -      | 2.585  | 2.564  |
| Хрвати                            | 2.139  | 2.290  | 2.204  | 2.157  | 2.056  | 2.434  | 2.449  |
| Југословени                       | 593    | 855    | 98     | -      | -      | -      | -      |
| остали и непознато                | 334    | 166    | 133    | 1.800  | 1.811  | 4      | 8      |
| Укупно                            | 27.395 | 29.684 | 30.159 | 30.949 | 29.175 | 27.014 | 20.620 |

## Познате личности
- Милан Будимир, класични филолог
- Дивна Аничић, начелник општине Мркоњић Град
- Симо Будимир, економ, народни посланик Краљевине Југославије и председник општине Мркоњић Град
- Милан Васић, историчар и председник Академије наука и умјетности Републике Српске
- Радослав Граић, пјевач, композитор и бивши музички уредник Телевизије Београд
- Заим Имамовић, један од највећих извођача севдалинке
- Ђуро Коџо, атлетичар
- Перо Крецо, устаник
- Гојко Пијетловић, ватерполиста, пореклом из Горње Пецке
- Душко Пијетловић, ватерполиста, пореклом из Горње Пецке
- Стево Тодорчевић, математичар
- Алојз Ћурић, сликар
- Павле Џевер, народни херој